# U-Bahnhof Barmbek Nord
Koordinaten: 53° 36′ 29,6″ N, 10° 2′ 20,1″ O
Der U-Bahnhof Barmbek Nord ist ein in Bau befindlicher  Bahnhof der Hamburger U-Bahn-Linie U5. Der Bahnhof befindet sich im ersten Bauabschnitt unterhalb der Nordheimstraße östlich der Kreuzung mit der Fuhlsbüttler Straße. Vorgesehen sind 125 m lange Seitenbahnsteige.
Das Stationsbauwerk liegt entgegen dem festgelegten Namen im Süden des Stadtteils Ohlsdorf. Lediglich eine Zugangstreppe im Südwesten der Anlage wird in Barmbek-Nord enden.
| Linie | Verlauf |
| ----- | --- |
| U 5   | im Bau: Bramfeld – Steilshoop – Barmbek Nord – Sengelmannstraße – City Nord (Stadtpark) – (in Planung:, vorläufige Namen kursiv: Borgweg – Jarrestraße – Beethovenstraße – Uhlenhorst – St. Georg – Hauptbahnhof Nord – Stephansplatz – Universität – Grindelhof – Hoheluftbrücke – Gärtnerstraße – Universitätsklinikum – Siemersplatz/Behrmannplatz – Hagenbecks Tierpark – Sportplatzring – Stellingen – Arenen Volkspark) |